# Рохель, Агустин
Агустин Максимильяно Рохель Пайта (исп. Agustín Maximiliano Rogel Paita; род. 17 октября 1997, Монтевидео) — уругвайский и итальянский футболист, защитник немецкого клуба «Герта» (Берлин).

## Клубная карьера
Воспитанник столичного клуба «Насьональ». 19 марта 2017 года в матче «Эль Танке Сислей» дебютировал в уругвайской Примере. 25 июня в поединке против «Хувентуд Лас-Пьедрас» забил свой первый гол за «Насьональ». Зимой 2018 года Рохелем активно интересовался итальянский «Милан».
Летом 2018 года подписал контракт с самарскими «Крыльями Советов». 24 сентября в матче против «Краснодара» дебютировал в РПЛ.

## Карьера в сборной
В 2017 года Рохель в составе молодёжной сборной Уругвая выиграл молодёжный чемпионат Южной Америки в Эквадоре. На турнире он сыграл в матчах против команд Боливии, Колумбии, Бразилии, Эквадора, Венесуэлы и дважды Аргентины.
В том же году принял участие в молодёжном чемпионате мира в Южной Корее. На турнире сыграл в матчах против команд Японии, Саудовской Аравии, Португалии, Венесуэлы и дважды Италии.

## Достижения
- Чемпион Южной Америки среди молодёжных команд: 2017